# لنگدال
لنگدال (به لاتین: Lyngdal) یک شهرداری در نروژ است که در وست اگدر واقع شده‌است. لنگدال ۶۴۲٫۸۰ کیلومتر مربع مساحت و ۱۰٬۳۶۵ نفر جمعیت دارد.